# Sarandí

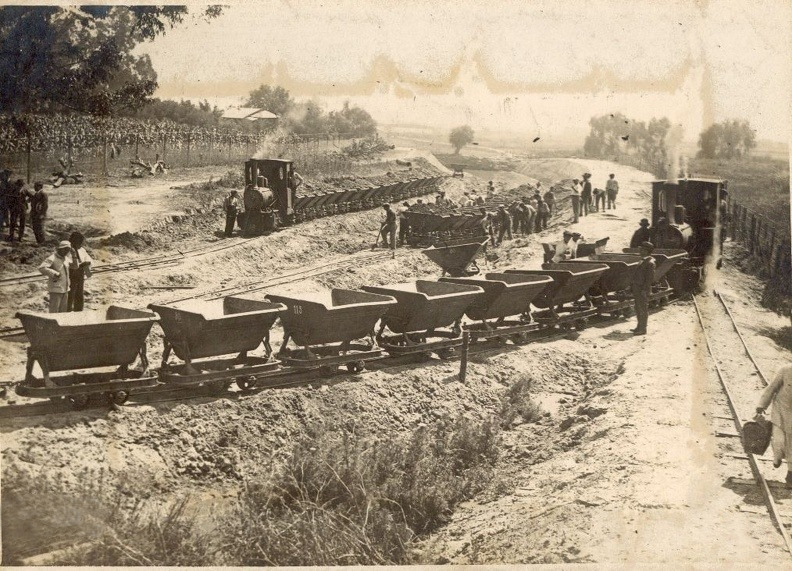
O&K-Feldbahn beim Bau des Entlastungskanals für den Arroyo Sarandí, 1895

Sarandí ist eine Stadt – in der argentinischen Verwaltungsstruktur eine Localidad (deutsch Distrikt) – im Bezirk Partido Avellaneda, der im südlichen Teil des Großraums Buenos Aires in Argentinien liegt. Das Zentrum Sarandís liegt ca. 10 km südlich von Buenos Aires und ist mit öffentlichen Verkehrsmitteln an die argentinische Hauptstadt angeschlossen. Sarandí wurde 1890 gegründet und zählte im Jahr 2001 60.752 Einwohner, womit sie nach Wilde die zweitgrößte Stadt im Partido war.
Die Leder verarbeitende Industrie bildet die hauptsächliche Einnahmequelle der Stadt und steht in der Kritik, den Río Matanza-Riachuelo zu kontaminieren. Der Río de la Plata liegt wenige hundert Meter von Sarandís östlicher Distriktgrenze entfernt. Auf Grund der industriellen Prägung des südlichen Großraums Buenos Aires frequentieren diese Gegend allerdings kaum Touristen. Auch verhindert die ökologische Situation das Baden im Río de la Plata oder im Río Matanza-Riachuelo.
Der 1957 gegründete Fußballverein Arsenal de Sarandí, benannt nach dem Londoner Arsenal Football Club, spielt im örtlichen Estadio Julio H. Grondona und gewann 2007 die Copa Sudamericana.
Sarandi ist eine lokale Bezeichnung für das Rötegewächs Knopfbusch. Nach ihm wurden in Argentinien und in Brasilien mehrere Städte und Siedlungen benannt. Die größte unter ihnen ist Sarandi im brasilianischen Bundesstaat Paraná.

## Söhne und Töchter der Stadt
- Osvaldo Suárez (1934–2018), Leichtathlet
- Miguel Santoro (* 1942), Fußballspieler
- José Eulogio Gárate (* 1944), spanisch-argentinischer Fußballspieler
- Juan Carlos Romanín (* 1954), Ordensgeistlicher, emeritierter Bischof von Río Gallegos
- Rodrigo de Paul (* 1994), Fußballspieler